# Spaniernes Spanien
|  | Denne artikel er oprettet af botten PalnaBot ud fra en ekstern database. Den kan derfor have sproglige fejl eller mangler. Denne skabelon kan fjernes efter kontrol af indholdet. |

Spaniernes Spanien er en film instrueret af Lennart Steen efter manuskript af Lennart Steen.

## Handling
Filmen gør opmærksom på de frie demokratiers medansvar for udviklingen i Francos Spanien. Til bl.a. Halfdan Rasmussens personlige og manende digteriske kommentarer sammenholder filmen turisternes Spanien med spaniernes eget Spanien.